# Сент-Френсіс (Арканзас)
Сент-Френсіс (англ. St. Francis) — місто (англ. city) в США, в окрузі Клей штату Арканзас. Населення — 218 осіб (2020).

## Географія
Сент-Френсіс розташований за координатами 36°27′18″ пн. ш. 90°8′33″ зх. д. / 36.45500° пн. ш. 90.14250° зх. д. (36.454989, -90.142392).  За даними Бюро перепису населення США в 2010 році місто мало площу 0,95 км², уся площа — суходіл.

## Демографія
Згідно з переписом 2010 року, у місті мешкало 250 осіб у 105 домогосподарствах у складі 66 родин. Густота населення становила 263 особи/км².  Було 127 помешкань (134/км²). 
Расовий склад населення:
| - 94,8 % — білих - 1,2 % — корінних американців - 0,8 % — чорних або афроамериканців - 0,4 % — азіатів |

До двох чи більше рас належало 2,8 %. Іспаномовні складали 1,2 % від усіх жителів.
За віковим діапазоном населення розподілялося таким чином: 28,0 % — особи молодші 18 років, 57,2 % — особи у віці 18—64 років, 14,8 % — особи у віці 65 років та старші. Медіана віку мешканця становила 37,0 року. На 100 осіб жіночої статі у місті припадало 89,4 чоловіків;  на 100 жінок у віці від 18 років та старших — 80,0 чоловіків також старших 18 років.
Середній дохід на одне домашнє господарство  становив 28 692 долари США (медіана — 24 167), а середній дохід на одну сім'ю — 30 559 доларів (медіана — 24 583). Медіана доходів становила 40 625 доларів для чоловіків та 26 250 доларів для жінок. За межею бідності перебувало 42,2 % осіб, у тому числі 66,7 % дітей у віці до 18 років та 36,4 % осіб у віці 65 років та старших.
Цивільне працевлаштоване населення становило 63 особи. Основні галузі зайнятості: освіта, охорона здоров'я та соціальна допомога — 42,9 %, виробництво — 23,8 %, оптова торгівля — 9,5 %, роздрібна торгівля — 7,9 %.